# Avenue I
Avenue I – stacja metra nowojorskiego, na linii F. Znajduje się w dzielnicy Brooklyn, w Nowym Jorku i zlokalizowana jest pomiędzy stacjami 18th Avenue oraz Bay Parkway. Została otwarta 16 marca 1919.